# Jerzy Szteliga
Jerzy Stanisław Szteliga (ur. 9 maja 1953 w Zebrzydowicach, zm. 8 maja 2023 w Opolu) – polski działacz partyjny i polityk, poseł na Sejm II, III i IV kadencji.

## Życiorys
Syn Edwarda i Janiny, posłanki na Sejm PRL. Ukończył w 1978 studia na wydziale filologicznym Leningradzkiego Uniwersytetu Państwowego. W 1988 doktoryzował się na tej samej uczelni. W 1978 został zatrudniony na Politechnice Opolskiej.
W 1977 wstąpił do Polskiej Zjednoczonej Partii Robotniczej. W komitecie wojewódzkim PZPR w Opolu pełnił funkcje starszego specjalisty w wydziale ideologii i informacji (1985–1987), inspektora wydziału nauki i oświaty (1988–1989) oraz I sekretarza (1989–1990). W 1990 został przewodniczącym rady wojewódzkiej Socjaldemokracji Rzeczypospolitej Polskiej, a w 1999 objął tożsamą funkcję w Sojuszu Lewicy Demokratycznej.
Na początku lat 90. zasiadał w radzie miejskiej Opola. Od 1993 do 2005 sprawował mandat posła na Sejm II, III i IV kadencji z okręgów opolskich: nr 30 i nr 21 z ramienia tej partii. Ponadto w latach 1998–2001 zasiadał w Sejmiku Województwa Opolskiego. W 2001 został wiceprzewodniczącym klubu parlamentarnego SLD. W Sejmie IV kadencji był zastępcą przewodniczącego Komisji Mniejszości Narodowych i Etnicznych, członkiem Komisji Spraw Zagranicznych i komisji śledczej do zbadania tzw. afery Rywina. W 2005 wystąpił z partii i klubu, następnie bez powodzenia kandydował do Senatu jako niezależny. Później na krótko powrócił do SLD.
W 2006 został zatrzymany, po czym prokurator przedstawił mu zarzuty przyjęcia korzyści majątkowej w wysokości 90 tys. zł w związku ze sprawą Elektrowni Opole. Zastosowano następnie wobec niego poręczenie majątkowe w wysokości 70 tys. zł. Akt oskarżenia w tej sprawie został skierowany do sądu w 2007, proces rozpoczął się faktycznie w 2009. W 2014 w pierwszej instancji Sąd Okręgowy w Opolu uniewinnił go od popełnienia zarzucanych mu czynów.
Został pochowany na cmentarzu komunalnym w Opolu.

## Wyniki wyborcze
| Wybory | Komitet wyborczy  | Komitet wyborczy                          | Organ             | Okręg | Wynik          |
| ------ | ----------------- | ----------------------------------------- | ----------------- | ----- | -------------- |
| 1993   |                   | Sojusz Lewicy Demokratycznej              | Sejm II kadencji  | nr 30 | 16 707 (5,21%) |
| 1997   | Sejm III kadencji | Sojusz Lewicy Demokratycznej              | 19 384 (6,43%)    | nr 30 |                |
| 2001   |                   | Sojusz Lewicy Demokratycznej – Unia Pracy | Sejm IV kadencji  | nr 21 | 25 813 (8,30%) |
| 2005   |                   | KWW Jerzego Szteligi                      | Senat VI kadencji | nr 20 | 18 962 (7,09%) |